# Draaikolkstelsel

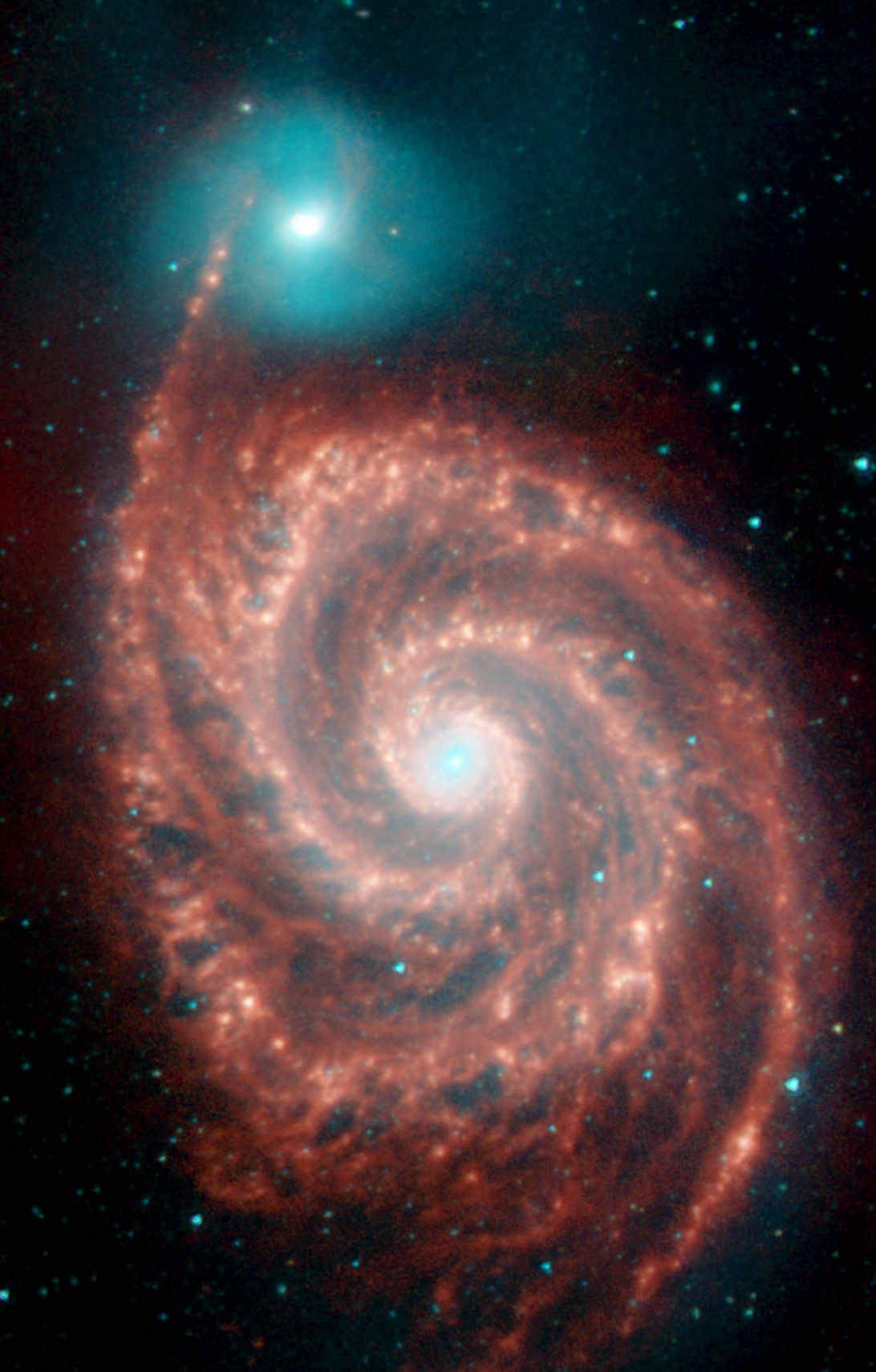
Draaikolknevel in midden-infrarood toont de stofpatronen in het sterrenstelsel. Foto gemaakt met de Spitzer Space Telescope

Het Draaikolkstelsel (ook bekend als Draaikolknevel, Messier 51a, M51a en NGC 5194) is een interagerend spiraalvormig sterrenstelsel op een afstand van ongeveer 31 miljoen lichtjaar van de Melkweg in het sterrenbeeld Jachthonden (Canes Venatici). Het begeleidende stelsel bevindt zich net achter het eind van een van de spiraalarmen en heeft de aanduiding NGC 5195.
Het is een mooi voorbeeld van een sterrenstelsel dat recht van boven gezien wordt en geeft een goed beeld van de spiraalstructuur in dergelijke stelsels.

## Ontdekking
NGC 5194 is ontdekt op 13 oktober 1773 door Charles Messier en NGC 5195 in 1781 door Pierre Méchain.
Het stelsel is ongeveer 11 × 7 boogminuten groot, ofwel ongeveer een derde van de diameter van de volle maan.
In 1994 en 2005 werden supernovae (SN 1994I resp. SN 2005cs) in dit stelsel waargenomen.

## Zichtbaarheid
Het stelsel is vanaf donkere plekken met een kleine telescoop te zien als een zwak lichtend wolkje. Pas met een telescoop van 10 cm (diameter) of groter kan er een suggestie van de spiraalstructuur gezien worden.

## James Edward Keeler's zes extragalactische stelsels in de buurt van Messier 51
In 1899 heeft de Amerikaanse astronoom James Edward Keeler een zestal extragalactische stelsels ontdekt op fotografische platen die hij maakte toen hij het gebied van Messier 51 observeerde. Deze zes stelsels werden vervolgens in de Index Catalogue opgenomen: IC 4263, IC 4277, IC 4278, IC 4282, IC 4284, IC 4285.